# تپه ابو عمود نجات
تپه ابو عمود نجات در شهرستان شوشتر، روستای ابوعموه واقع شده و این اثر در تاریخ ۵ آذر ۱۳۸۰ با شمارهٔ ثبت ۴۳۳۳ به‌عنوان یکی از آثار ملی ایران به ثبت رسیده است.